# Liste d'internationales trotskistes
Ceci est une liste des internationales trotskistes. Elle comprend toutes les Internationales qui s'identifient comme trotskystes.
De ces organisations, trois prétendent être la Quatrième Internationale originale, fondée en 1938 : la Quatrième Internationale réunifiée, la Quatrième Internationale (Centre de reconstruction) et le CIQI. Certaines organisations prétendant être trotskistes ne font aucun effort pour se réclamer d'aucune relation avec la Quatrième Internationale, et font valoir que celle-ci n'existe plus. Certaines prétendent représenter une continuité à partir de la Quatrième Internationale, ou de l'avoir rétabli, par exemple la Quatrième Internationale (CR) , aussi connu comme la QI (La Vérité), s’appelant elle-même la "Quatrième Internationale". D'autres soutiennent que le titre de "Quatrième Internationale" est tellement discrédité qu'une Cinquième Internationale, ou une autre nouvelle organisation est nécessaire.
Les différents organismes énumérés ici varient en taille, de celles qui représentent des milliers d'adhérents dans des dizaines de pays, à d'autres qui peuvent à peine prétendre à une douzaine de membres dans trois ou quatre pays.

## Liste des Internationales

### Actives
- Comité pour une Internationale ouvrière (CIO)[1]
- Secrétariat unifié de la Quatrième Internationale (SUQI)[2]
- Quatrième Internationale (CR), également appelé QI (La Vérité) ou QI (Secrétariat International)[3]
- Tendance bolchevique internationale[4]
- Comité international de la Quatrième Internationale (CIQI)[5]
- Ligue communiste internationale (quatrième internationaliste) (LCI-QI)[6], auparavant, Tendance spartakiste internationale
- Internationale communiste révolutionnaire (ICR)[7], auparavant Comité pour une Internationale marxiste, puis Tendance marxiste internationale
- Tendance socialiste internationale (TSI)[8]
- Union communiste internationaliste (UCI)[9]
- Ligue internationale des travailleurs - Quatrième Internationale (LIT-QI)[10]
- Unité internationale des travailleurs - quatrième internationale (UIT-QI)[11]
- Ligue pour la Cinquième Internationale (L5I)[12]
- Ligue pour la Quatrième Internationale (LQI)[13] [scission de la (LCI-QI)]
- Fraction trotskyste - Quatrième internationale (FT-QI)[14]
- Internationale ouvrière pour la reconstruction de la Quatrième Internationale (IORQI)

Il y a aussi des groupes rassemblements internationaux autour de certains groupes trotskistes qui n'ont pas de véritable structures :
- Alliance pour la liberté des travailleurs

### Disparues ou inactives
- Quatrième internationale posadiste
- Ligue internationale pour la reconstruction de la Quatrième internationale (LIRQI), 1973-1995
- Comité de coordination pour la refondation de la Quatrième Internationale (CCRQ), 2004-2020